# 앤드루 존슨 제2차 탄핵 조사
앤드루 존슨 제2차 탄핵 조사는 미국 대통령 앤드루 존슨에 대한 탄핵 조사였다. 이 조사는 1867년 이전 조사에 이어 진행되었다. 제1차 조사가 하원 사법위원회에서 진행된 것과 달리, 제2차 조사는 재건 특별위원회에서 진행되었다. 제2차 조사는 1868년 1월 27일 승인부터 1868년 2월 22일 하원 재건 특별위원회가 의회에 보고할 때까지 진행되었다.
2월 초까지는 탄핵이 진행될 가능성이 낮아 보였다. 이는 1868년 2월 21일 존슨이 공직 임기법을 위반하여 전쟁부 장관 에드윈 M. 스탠턴을 해임하고 교체하려 시도하면서 바뀌었다. 그날, 탄핵 결의안이 특별위원회에 제출되었다. 다음 날, 특별위원회는 약간 수정된 결의안을 당론에 따라 7대 2로 승인했다 (모든 공화당 의원들은 탄핵 결의안에 찬성했고 민주당 의원들은 반대했다). 1868년 2월 24일, 탄핵 결의안은 하원을 통과하여 존슨을 탄핵했다. 존슨은 나중에 탄핵 재판에서 무죄를 선고받았다.

## 배경

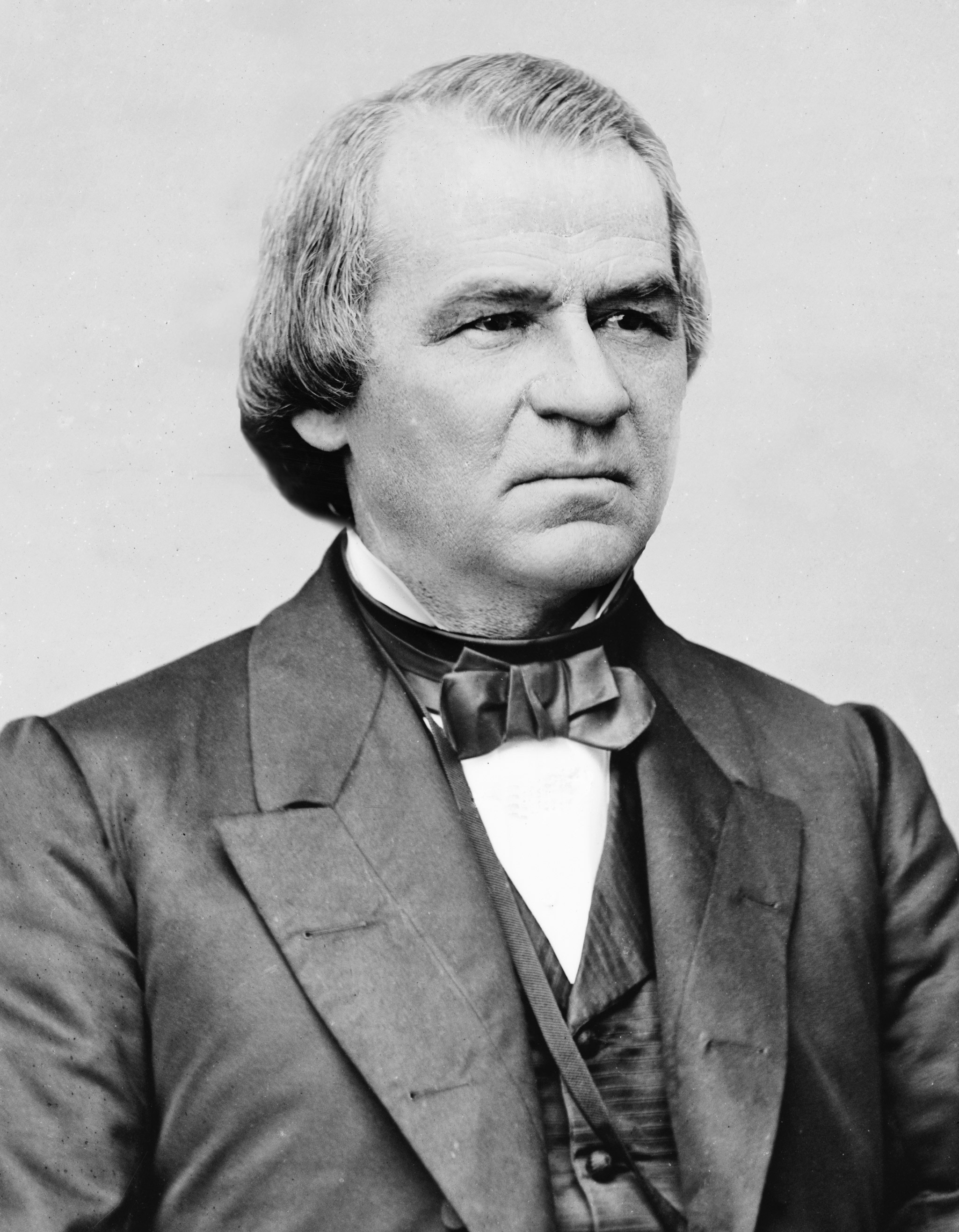
존슨 대통령의 사진

일부 공화당 급진파는 일찍이 1866년부터 앤드루 존슨 대통령을 탄핵할 생각을 해왔다. 그러나 공화당은 탄핵 전망에 대해 분열되어 있었고, 다수를 차지했던 중도 공화당원들은 이 시점에서 대체로 탄핵에 반대했다. 급진파는 존슨이 그들의 강력한 재건 계획을 크게 위협했기 때문에 탄핵에 더 찬성했다.
급진 공화당원들이 탄핵을 시작하려는 여러 시도가 있었지만, 이들은 초기에 당 지도부의 중도 공화당원들에 의해 성공적으로 저지되었다. 급진 공화당원들은 존슨의 탄핵을 계속 추진했으며, 1866년 12월 중도 공화당 지도부가 하원 공화당 코커스에 하원 공화당원 다수가 당 코커스에서 탄핵에 관한 어떤 조치든 하원에서 고려되기 전에 승인해야 한다는 규칙을 정했음에도 불구하고 탄핵 결의안을 제출했다. 그러나 중도 공화당원들은 종종 이 결의안들을 위원회에 회부함으로써 억압했다. 1867년 1월 7일, 벤자민 F. 론, 존 R. 켈소, 제임스 미첼 애슐리는 각각 존슨에 대한 세 가지 별도의 탄핵 결의안을 제출했다. 하원은 론이나 켈소의 결의안에 대해 토론하거나 표결하기를 거부했다. 그러나 애슐리의 탄핵 관련 결의안에 대해서는 표결을 허용했다. 그날 제출된 다른 두 탄핵 법안(존슨을 직접 탄핵하려 했던)과는 달리, 애슐리의 법안은 탄핵 절차가 어떻게 진행될지에 대한 구체적인 개요를 제시했으며, 즉각적인 탄핵으로 시작하지 않았다. 대통령 탄핵에 대한 직접적인 투표 대신, 그의 결의안은 사법위원회에 존슨의 "부패하게 사용된" 권한(그의 정치적 임명, 전직 남부연합 인사 사면, 그리고 그의 법안에 대한 거부권 포함)을 조사하여 "앤드루 존슨의 공식 행위를 조사"하도록 지시했다. 이 결의안은 하원에서 108대 39로 통과되었다. 이는 공화당원들에게 실제로 존슨을 공식적으로 탄핵하지 않고도 존슨에 대한 불만을 표출할 기회를 제공하는 것으로 여겨졌다. 이로써 앤드루 존슨에 대한 첫 번째 탄핵 조사가 시작되었다. 제39차 미국 의회가 끝난 후, 첫 번째 탄핵 조사는 제40차 미국 의회에서 재개되었다. 1867년 11월 25일, 하원 사법위원회는 탄핵을 권고하기로 투표했다. 그러나 하원 전체 표결에 부쳐졌을 때, 하원은 1867년 12월 7일 존슨을 탄핵하는 것에 대해 57대 108로 반대했으며, 탄핵에 찬성한 공화당원보다 반대한 공화당원이 더 많았다.

## 조사 승인 표결

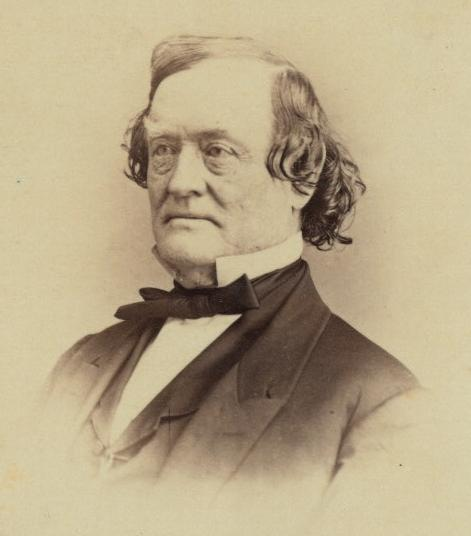
제2차 탄핵 조사를 승인하는 결의안을 작성한 루퍼스 P. 스팔딩

1868년 1월 27일, 루퍼스 P. 스팔딩은 규칙을 중지하고 다음 결의안을 제출할 것을 제안했다. 
재건 위원회는 법률의 정당한 집행을 방해하기 위해 시도되거나 시도된 모든 조합을 조사할 권한을 가지며, 이를 위해 위원회는 사람과 서류를 소환하고 증인을 선서하에 심문할 권한을 가지며, 필요한 조치가 있다면 이 하원에 보고하고, 해당 위원회는 언제든지 보고할 수 있다.

결의안 심의를 허용하는 동의는 103대 37로 가결되었고, 하원은 99대 31로 결의안을 승인하기로 투표했다. 이로써 재건 특별위원회에서 존슨에 대한 새로운 조사가 시작되었다.
결의안에 찬성한 민주당원은 없었으며, 반대표를 던진 공화당원은 일라이후 B. 워시번과 윌리엄 윈덤 뿐이었다. 57명의 의원(공화당 39명, 민주당 17명, 보수 공화당 1명)은 표결에 불참했다. 또한, 하원 의장 스카일러 콜팩스(공화당원)는 투표하지 않았다. 하원 규칙상 의장은 자신의 표가 결정적이거나 투표가 비밀 투표로 진행되는 경우가 아니면 일반적인 입법 절차에서 투표할 필요가 없다.
| 조사 승인 표결  | 조사 승인 표결 | 조사 승인 표결 | 조사 승인 표결 | 조사 승인 표결 | 조사 승인 표결 | 조사 승인 표결 | 조사 승인 표결 |
| 1868년 1월 27일 | 정당           | 정당           | 정당           | 정당           | 정당           | 총 투표수      |                |
| 1868년 1월 27일 | 민주당         | 공화당         | 보수           | 보수 공화당    | 독립 공화당    | 총 투표수      |                |
| --------------- | -------------- | -------------- | -------------- | -------------- | -------------- | -------------- | -------------- |
| 찬성            | 0              | 97             | 0              | 0              | 2              | 99             |                |
| 반대            | 28             | 2              | 1              | 0              | 0              | 31             |                |

| 투표        | 총 투표수 |
| ----------- | --------- |
| 찬성표      | 99        |
| 반대표      | 31        |
| 결석/미투표 | 58        |

| 선거구 | 의원                                  | 정당   | 정당        | 투표           |
| --- | ------------------------------------- | ------ | ----------- | -------------- |
| Kentucky 8 | 조지 매디슨 애덤스                    |        | 민주당      | 반대           |
| Iowa 3 | 윌리엄 B. 앨리슨                      |        | 공화당      | 찬성           |
| Massachusetts 2 | 오크스 에임스                         |        | 공화당      | 찬성           |
| Missouri 9 | 조지 워싱턴 앤더슨                    |        | 공화당      | 결석           |
| Maryland 2 | 스티븐슨 아처 (1827년–1898년)         |        | 민주당      | 결석           |
| Tennessee 6 | 새뮤얼 메이스 아넬                    |        | 공화당      | 찬성           |
| Nevada at-large | 델로스 R. 애슐리                      |        | 공화당      | 결석           |
| Ohio 10 | 제임스 미첼 애슐리                    |        | 공화당      | 찬성           |
| California 1 | 새뮤얼 비치 액스텔                    |        | 민주당      | 결석           |
| New York 21 | 알렉산더 H. 베일리                    |        | 공화당      | 찬성           |
| Illinois 12 | 제후 베이커                           |        | 공화당      | 결석           |
| Massachusetts 8 | 존 데니슨 볼드윈                      |        | 공화당      | 찬성           |
| Massachusetts 6 | 너대니얼 P. 뱅크스                    |        | 공화당      | 찬성           |
| New York 2 | 데마스 반스                           |        | 민주당      | 결석           |
| Connecticut 4 | 윌리엄 헨리 바넘                      |        | 민주당      | 반대           |
| Michigan 1 | 페르난도 C. 비먼                      |        | 공화당      | 찬성           |
| Kentucky 7 | 제임스 B. 벡                          |        | 민주당      | 반대           |
| Missouri 8 | 존 F. 벤자민                          |        | 공화당      | 결석           |
| New Hampshire 3 | 제이콥 벤턴                           |        | 공화당      | 찬성           |
| Ohio 16 | 존 빙햄                               |        | 공화당      | 찬성           |
| Maine 3 | 제임스 G. 블레인                      |        | 공화당      | 결석           |
| Michigan 3 | 오스틴 블레어                         |        | 공화당      | 찬성           |
| Massachusetts 7 | 조지 S. 바우트웰                      |        | 공화당      | 찬성           |
| Pennsylvania 6 | 벤자민 마클리 보이어                  |        | 민주당      | 결석           |
| Illinois 7 data-sort-value="Bromwell, Henry P. H." \| 헨리 P. H. 브롬웰 |                                       | 공화당 | 결석        |                |
| New York 8 | 제임스 브룩스 (정치인)                |        | 민주당      | 결석           |
| Pennsylvania 7 | 존 마틴 브루몰                        |        | 공화당      | 찬성           |
| Ohio 9 | 랄프 포메로이 버클랜드                |        | 공화당      | 찬성           |
| Illinois 10 | 알버트 G. 버                          |        | 민주당      | 반대           |
| Massachusetts 5 | 벤자민 프랭클린 버틀러                |        | 공화당      | 결석           |
| Pennsylvania 10 | 헨리 L. 케이크                        |        | 공화당      | 찬성           |
| Ohio 2 | 새뮤얼 펜튼 캐리                      |        | 독립 공화당 | 찬성           |
| New York 7 | 존 윈스롭 챈들러                      |        | 민주당      | 반대           |
| New York 22 | 존 C. 처칠                            |        | 공화당      | 결석           |
| Ohio 6 | 리더 W. 클라크                        |        | 공화당      | 찬성           |
| Kansas at-large | 시드니 클라크                         |        | 공화당      | 찬성           |
| Wisconsin 3 | 아마사 콥                             |        | 공화당      | 찬성           |
| Indiana 6 | 존 코번 (인디애나 정치인)             |        | 공화당      | 찬성           |
| Indiana 9 | 스카일러 콜팩스                       |        | 공화당      | 미투표 (의장)α |
| Illinois 6 | 버턴 C. 쿡                            |        | 공화당      | 찬성           |
| New York 13 | 토마스 코넬 (정치인)                  |        | 공화당      | 찬성           |
| Pennsylvania 21 | 존 코보드                             |        | 공화당      | 찬성           |
| Illinois 8 | 셸비 무어 컬럼                        |        | 공화당      | 결석           |
| Massachusetts 10 | 헨리 L. 도스                          |        | 공화당      | 결석           |
| Rhode Island 2 | 네이선 F. 딕슨 2세                    |        | 공화당      | 찬성           |
| Iowa 5 | 그렌빌 M. 닷지                        |        | 공화당      | 찬성           |
| Minnesota 2 | 이그나티우스 L. 도널리                |        | 공화당      | 찬성           |
| Michigan 6 | 존 F. 드리그스                        |        | 공화당      | 찬성           |
| Ohio 17 | 에프라임 R. 에클리                    |        | 공화당      | 찬성           |
| Ohio 1 | 벤자민 에글스턴                       |        | 공화당      | 찬성           |
| New Hampshire 1 | 제이콥 하트 엘라                      |        | 공화당      | 찬성           |
| Wisconsin 4 | 찰스 A. 엘드리지                      |        | 민주당      | 반대           |
| Massachusetts 1 | 토마스 D. 엘리엇                      |        | 공화당      | 찬성           |
| Illinois 2 | 존 F. 판즈워스                        |        | 공화당      | 찬성           |
| New York 16 | 오렌지 페리스                         |        | 공화당      | 찬성           |
| Michigan 4 | 토마스 W. 페리                        |        | 공화당      | 찬성           |
| New York 19 | 윌리엄 C. 필즈                        |        | 공화당      | 찬성           |
| Pennsylvania 20 | 다윈 아벨 피니                        |        | 공화당      | 결석           |
| New York 4 | 존 폭스 (하원의원)                    |        | 민주당      | 결석           |
| Ohio 19 | 제임스 A. 가필드                      |        | 공화당      | 결석           |
| Pennsylvania 8 | 제임스 로렌스 게츠                    |        | 민주당      | 결석           |
| Pennsylvania 15 | 아담 존 글로스브레너                  |        | 민주당      | 반대           |
| Kentucky 3 | 제이콥 골러데이                       |        | 민주당      | 반대           |
| Missouri 4 | 조셉 J. 그레이블리                    |        | 공화당      | 결석           |
| New York 15 | 존 오거스터스 그리슨월드              |        | 공화당      | 결석           |
| Kentucky 5 | 아사 그로버                           |        | 민주당      | 반대           |
| New Jersey 2 | 찰스 헤이트                           |        | 민주당      | 반대           |
| New Jersey 5 | 조지 A. 홀시                          |        | 공화당      | 결석           |
| Illinois 4 | 애브너 C. 하딩                        |        | 공화당      | 찬성           |
| Tennessee 7 | 아이작 로버츠 호킨스                  |        | 공화당      | 결석           |
| California 2 | 윌리엄 히그비                         |        | 공화당      | 찬성           |
| New Jersey 4 | 존 힐 (뉴저지 정치인)                 |        | 공화당      | 결석           |
| Indiana 4 | 윌리엄 S. 홀먼                        |        | 민주당      | 반대           |
| Massachusetts 4 | 새뮤얼 후퍼                           |        | 공화당      | 찬성           |
| Wisconsin 2 | 벤자민 F. 홉킨스                      |        | 공화당      | 찬성           |
| Connecticut 2 | 줄리어스 핫치키스                     |        | 민주당      | 반대           |
| Iowa 6 | 아사헬 W. 허버드                      |        | 공화당      | 결석           |
| West Virginia 1 | 체스터 D. 허바드                      |        | 공화당      | 찬성           |
| Connecticut 1 | 리처드 D. 허버드                      |        | 민주당      | 결석           |
| New York 17 | 칼빈 T. 헐버드                        |        | 공화당      | 찬성           |
| New York 30 | 제임스 M. 험프리                      |        | 민주당      | 반대           |
| Indiana 3 | 모턴 C. 헌터                          |        | 공화당      | 찬성           |
| Illinois 5 | 에본 C. 잉거솔                        |        | 공화당      | 찬성           |
| Rhode Island 1 | 토마스 젠크스                         |        | 공화당      | 찬성           |
| California 3 | 제임스 A. 존슨 (캘리포니아 정치인)    |        | 민주당      | 반대           |
| Kentucky 6 | 토마스 로렌스 존스                    |        | 민주당      | 반대           |
| Illinois 1 | 노먼 B. 저드                          |        | 공화당      | 찬성           |
| Indiana 5 | 조지 워싱턴 줄리안                    |        | 공화당      | 찬성           |
| Pennsylvania 4 | 윌리엄 D. 켈리                        |        | 공화당      | 찬성           |
| New York 25 | 윌리엄 H. 켈시                        |        | 공화당      | 찬성           |
| Indiana 2 | 마이클 C. 커                          |        | 민주당      | 반대           |
| New York 12 | 존 H. 케첨                            |        | 공화당      | 결석           |
| West Virginia 2 | 베투엘 키친                           |        | 공화당      | 결석           |
| Kentucky 4 | J. 프록터 너트                        |        | 민주당      | 반대           |
| Pennsylvania 16 | 윌리엄 헨리 쿤츠                      |        | 공화당      | 찬성           |
| New York 20 | 애디슨 H. 라플린                      |        | 공화당      | 찬성           |
| Pennsylvania 24 | 조지 반 에만 로렌스                   |        | 공화당      | 결석           |
| Ohio 4 | 윌리엄 로렌스 (오하이오 공화당원)     |        | 공화당      | 찬성           |
| Missouri 7 | 벤자민 F. 론                          |        | 공화당      | 결석           |
| New York 26 | 윌리엄 S. 링컨                        |        | 공화당      | 찬성           |
| Illinois at-large | 존 A. 로건                            |        | 공화당      | 찬성           |
| Iowa 4 | 윌리엄 로우리지                       |        | 공화당      | 결석           |
| Maine 1 | 존 린치 (메인 정치인)                 |        | 공화당      | 찬성           |
| Oregon at-large | 루퍼스 맬러리                         |        | 공화당      | 찬성           |
| Illinois 11 | 새뮤얼 S. 마셜                        |        | 민주당      | 결석           |
| New York 18 | 제임스 M. 마빈                        |        | 공화당      | 찬성           |
| Tennessee 2 | 호레이스 메이나드                     |        | 공화당      | 찬성           |
| Missouri 5 | 조셉 W. 매클러그                      |        | 공화당      | 찬성           |
| Missouri 3 | 제임스 로빈슨 맥코믹                  |        | 민주당      | 반대           |
| Maryland 1 | 히람 맥컬러                           |        | 민주당      | 결석           |
| Pennsylvania 13 | 율리시스 머큐어                       |        | 공화당      | 찬성           |
| Pennsylvania 14 | 조지 펀스턴 밀러                      |        | 공화당      | 결석           |
| New Jersey 1 | 윌리엄 무어 (뉴저지 정치인)           |        | 공화당      | 찬성           |
| Pennsylvania 22 | 제임스 K. 무어헤드                    |        | 공화당      | 찬성           |
| Ohio 13 | 조지 W. 모건                          |        | 민주당      | 결석           |
| Pennsylvania 17 | 다니엘 존슨 모렐                      |        | 공화당      | 결석           |
| New York 5 | 존 모리시                             |        | 민주당      | 결석           |
| Tennessee 4 | 제임스 멀린스 (미국 정치인)           |        | 공화당      | 찬성           |
| Ohio 5 | 윌리엄 먼젠                           |        | 민주당      | 반대           |
| Pennsylvania 3 | 레너드 마이어스 (정치인)              |        | 공화당      | 찬성           |
| Missouri 2 | 카먼 A. 뉴콤                          |        | 공화당      | 찬성           |
| Indiana 1 | 윌리엄 E. 니블랙                      |        | 민주당      | 반대           |
| Delaware at-large | 존 A. 니콜슨                          |        | 민주당      | 반대           |
| Tennessee 8 | 데이비드 알렉산더 넌                  |        | 공화당      | 결석           |
| Pennsylvania 2 | 찰스 오닐 (펜실베이니아 정치인)       |        | 공화당      | 찬성           |
| Indiana 8 | 갓러브 슈타인 오르트                  |        | 공화당      | 찬성           |
| Wisconsin 1 | 할버트 E. 페인                        |        | 공화당      | 찬성           |
| Maine 2 | 시드니 페르햄                         |        | 공화당      | 찬성           |
| Maine 4 | 존 A. 피터스 (1822년–1904년)          |        | 공화당      | 찬성           |
| Maryland 3 | 찰스 E. 펠프스                        |        | 보수        | 반대           |
| Maine 5 | 프레데릭 아우구스투스 파이크          |        | 공화당      | 찬성           |
| Missouri 1 | 윌리엄 A. 파일                        |        | 공화당      | 찬성           |
| Ohio 15 | 토바이어스 A. 플랜츠                  |        | 공화당      | 결석           |
| Vermont 2 | 루크 P. 폴란드                        |        | 공화당      | 찬성           |
| West Virginia 3 | 다니엘 폴슬리                         |        | 공화당      | 찬성           |
| New York 24 | 시어도어 M. 포메로이                  |        | 공화당      | 찬성           |
| Iowa 2 | 히람 프라이스                         |        | 공화당      | 찬성           |
| New York 14 | 존 V. L. 프루인                       |        | 민주당      | 반대           |
| Pennsylvania 1 | 새뮤얼 J. 랜들                        |        | 민주당      | 반대           |
| Illinois 13 | 그린 베리 럼                          |        | 공화당      | 결석           |
| New York 10 | 윌리엄 H. 로버트슨                    |        | 공화당      | 결석           |
| New York 3 | 윌리엄 에리제나 로빈슨                |        | 민주당      | 결석           |
| Illinois 9 | 루이스 위난스 로스                    |        | 민주당      | 반대           |
| Wisconsin 5 | 필레터스 소여                         |        | 공화당      | 찬성           |
| Ohio 3 | 로버트 C. 셴크                        |        | 공화당      | 찬성           |
| Pennsylvania 19 | 글렌니 윌리엄 스코필드                |        | 공화당      | 찬성           |
| New York 28 | 루이스 셀리에                         |        | 독립 공화당 | 찬성           |
| Indiana 11 | 존 P. C. 섕크스                       |        | 공화당      | 찬성           |
| Ohio 7 | 새뮤얼 셸라바거 (하원의원)            |        | 공화당      | 결석           |
| New Jersey 3 | 찰스 시트그리브스                     |        | 민주당      | 결석           |
| Vermont 3 | 워딩턴 커티스 스미스                  |        | 공화당      | 결석           |
| Ohio 18 | 루퍼스 P. 스팔딩                      |        | 공화당      | 찬성           |
| Connecticut 3 | 헨리 H. 스탁웨더                      |        | 공화당      | 찬성           |
| New Hampshire 2 | 아론 플레처 스티븐스                  |        | 공화당      | 찬성           |
| Pennsylvania 9 | 새디어스 스티븐스                     |        | 공화당      | 결석           |
| New York 6 | 토마스 E. 스튜어트                    |        | 보수 공화당 | 결석           |
| Tennessee 3 | 윌리엄 브릭클리 스토크스              |        | 공화당      | 결석           |
| Maryland 5 | 프레데릭 스톤                         |        | 민주당      | 결석           |
| New York 1 | 스티븐 테이버                         |        | 민주당      | 반대           |
| Nebraska at-large | 존 태프                               |        | 공화당      | 찬성           |
| Pennsylvania 5 | 케일럽 뉴볼드 테일러                  |        | 공화당      | 찬성           |
| Maryland 4 | 프랜시스 토마스                       |        | 공화당      | 찬성           |
| Tennessee 5 | 존 트림블 (정치인)                    |        | 공화당      | 결석           |
| Kentucky 1 | 로렌스 S. 트림블                      |        | 민주당      | 반대           |
| Michigan 5 | 롤랜드 E. 트로브리지                  |        | 공화당      | 찬성           |
| Massachusetts 3 | 지네리 트위첼                         |        | 공화당      | 찬성           |
| Michigan 2 | 찰스 업슨                             |        | 공화당      | 찬성           |
| New York 31 | 헨리 반 아에르남                      |        | 공화당      | 찬성           |
| Pennsylvania 11 | 다니엘 마이어스 반 아우켄             |        | 민주당      | 반대           |
| New York 29 | 버트 반 혼                            |        | 공화당      | 찬성           |
| Missouri 6 | 로버트 T. 반 혼                       |        | 공화당      | 찬성           |
| Ohio 12 | 필라델프 반 트럼프                    |        | 민주당      | 결석           |
| New York 11 | 찰스 반 와이크                        |        | 공화당      | 찬성           |
| New York 27 | 해밀턴 워드 1세                       |        | 공화당      | 결석           |
| Wisconsin 6 | 캐드월러더 C. 워시번                  |        | 공화당      | 찬성           |
| Indiana 7 | 헨리 D. 워시번                        |        | 공화당      | 찬성           |
| Massachusetts 9 | 윌리엄 B. 워시번                      |        | 공화당      | 결석           |
| Illinois 3 | 일라이후 B. 워시번                    |        | 공화당      | 반대           |
| Ohio 14 | 마틴 웰커                             |        | 공화당      | 찬성           |
| Pennsylvania 23 | 토마스 윌리엄스 (펜실베이니아 정치인) |        | 공화당      | 찬성           |
| Indiana 10 | 윌리엄 윌리엄스 (인디애나 정치인)     |        | 공화당      | 찬성           |
| Iowa 1 | 제임스 F. 윌슨                        |        | 공화당      | 찬성           |
| Ohio 11 | 존 토마스 윌슨                        |        | 공화당      | 결석           |
| Pennsylvania 18 | 스티븐 파울러 윌슨                    |        | 공화당      | 결석           |
| Minnesota 1 | 윌리엄 윈덤                           |        | 공화당      | 반대           |
| New York 9 | 페르난도 우드                         |        | 민주당      | 결석           |
| Vermont 1 | 프레데릭 E. 우드브리지                |        | 공화당      | 결석           |
| Pennsylvania 12 | 조지 워싱턴 우드워드                  |        | 민주당      | 반대           |
| 내용주: ^α 스카일러 콜팩스는 하원 의장으로 재직 중이었다. 하원 규칙에 따라 "의장은 일반적인 입법 절차에서 투표할 필요가 없으며, 그러한 투표가 결정적이거나 하원이 비밀 투표를 하는 경우를 제외한다." |                                       |        |             |                |

## 조사 중 하원 재건 특별위원회 구성원
다음은 조사가 진행된 제2차 회기 중 구성원 표이다.
| 제40차 미국 의회 제2차 회기 중 하원 재건 특별위원회 구성원 | 제40차 미국 의회 제2차 회기 중 하원 재건 특별위원회 구성원 | 제40차 미국 의회 제2차 회기 중 하원 재건 특별위원회 구성원 |
| 공화당 | 민주당                                                     |                                                            |
| --- | ---------------------------------------------------------- | ---------------------------------------------------------- |
| - 새디어스 스티븐스, 펜실베이니아 (위원장) - 페르난도 C. 비먼, 미시간 - 존 빙햄, 오하이오 - 조지 S. 바우트웰, 매사추세츠 - 존 F. 판즈워스, 일리노이 - 칼빈 T. 헐버드, 뉴욕 - 할버트 E. 페인, 위스콘신 | - 제임스 브룩스 (정치인), 뉴욕 - 제임스 B. 벡, 켄터키      |                                                            |

하원이 이전에 1867년 12월(제1차 탄핵 조사가 끝날 때) 사법위원회에서 제출된 탄핵 결의안에 대해 표결했을 때, 이 특별위원회 위원 중 네 명(공화당원 바우트웰, 판즈워스, 스티븐스, 페인)은 존슨 탄핵을 지지했으며, 다섯 명(공화당원 비먼, 빙햄, 헐버드 및 민주당원 벡, 브룩스)은 탄핵에 반대표를 던졌다.

## 조사

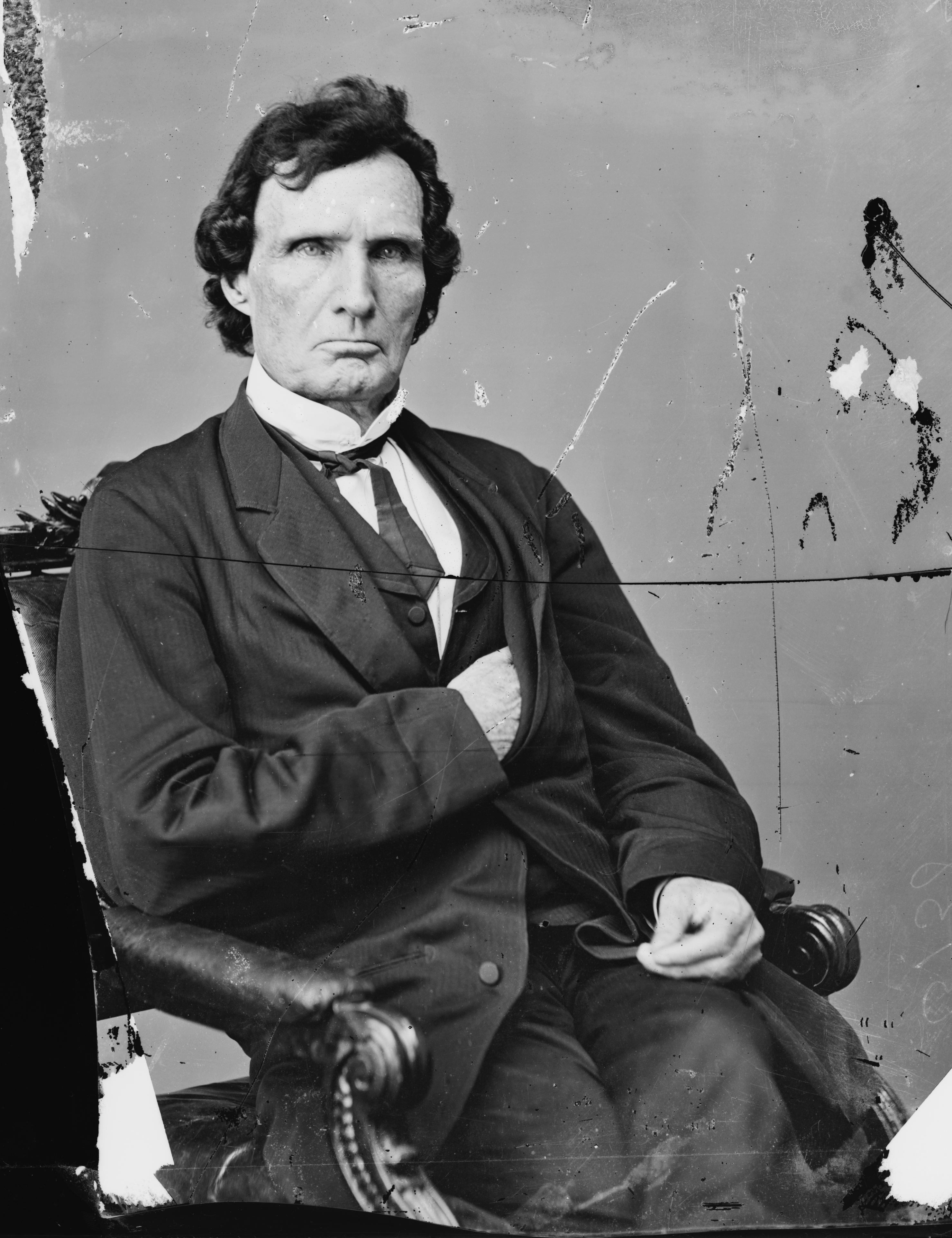
재건 특별위원회 위원장 새디어스 스티븐스

조사 당시, 공화당 급진파 새디어스 스티븐스는 하원 재건 특별위원회 위원장이었다. 조사 당시 스티븐스는 고령이었고 건강이 좋지 않았다.
특별위원회는 또한 존슨 대통령과 율리시스 S. 그랜트 사이의 서신, 특히 그랜트가 존슨의 임시 전쟁부 장관으로 재직할 때 존슨으로부터 어떤 명령을 받았는지도 조사했다. 그랜트는 2월 8일 위원회 회의에 참석했지만 심문을 받지는 않았다. 2월 초에는 그랜트와 존슨 사이에 격렬한 편지들이 언론에 공개되어 조사에 더 많은 흥미와 불씨를 더했다.
특별위원회는 인터뷰를 통해 증인을 심문했다. 여러 차례 심문을 받은 증인 중 한 명은 존슨 대통령과 정기적으로 인터뷰를 진행했던 뉴욕 월드 기자 제롬 B. 스틸슨이었다.
스티븐스는 1868년 2월 10일, 이전 탄핵 조사에서 사법위원회에서 수집된 모든 기록과 탄핵에 대한 추가 책임을 사법위원회에서 하원 재건 특별위원회로 이관하는 결의안을 하원에서 통과시키는 데 성공했다.

### 탄핵 초기 기각
스티븐스는 언론에 공개된 존슨과 그랜트 사이의 편지가 존슨이 그랜트에게 공직 임기법을 위반하는 행위를 하도록 설득하려 했다는 것을 증명한다고 믿었다. 1868년 2월 13일 아침, 특별위원회는 짧은 회의를 열었다. 스티븐스는 조사가 충분히 진행되었고 조치를 취할 때가 되었다고 말하며, 특별위원회에서 탄핵 문제를 시험해 보고 싶다고 발표했다. 스티븐스는 특별위원회에 대통령을 high crimes and misdemeanors로 탄핵하는 결의안을 제출했다. 이 결의안은 어떤 고위 범죄나 경범죄가 저질러졌는지를 명시하지 않았다. 결의안과 함께 그는 특별위원회에 탄핵을 주장하는 보고서를 제출했다. 보고서에서 존슨을 탄핵하는 주된 이유는 존슨이 (allegedly) 공직 임기법을 위반하려 했다는 것이었다.
중도 공화당원인 존 빙햄 (오하이오 주)은 특별위원회에서 권력의 균형을 잡고 있었다. 빙햄은 결의안, 보고서, 탄핵 논의를 모두 상정 보류할 것을 제안했다. 스티븐스는 표결에 앞서 전국이 누가 탄핵을 지지하고 누가 반대하는지 알 수 있도록 표결을 기록해 달라고 요청했다. 스티븐스가 탄핵에 대한 사실상의 대리 투표로 간주했던 표결에서, 세 명의 특별위원회 위원(공화당원 페르난도 C. 비먼, 존 F. 판즈워스, 스티븐스)은 상정 보류에 반대(탄핵 찬성)했고, 여섯 명의 특별위원회 위원(공화당원 빙햄, 할버트 E. 페인, 칼빈 T. 헐버드 및 민주당원 제임스 B. 벡과 제임스 브룩스 (정치인))은 상정 보류에 찬성(탄핵 반대)했다.
다음날, 탄핵 찬성 공화당 위원인 페르난도 C. 비먼, 조지 S. 바우트웰, 존 F. 판즈워스, 새디어스 스티븐스는 이 좌절 이후 탄핵을 어떻게 진행할지 논의하기 위해 만났다. 그러나 스티븐스는 그것이 가망 없는 일이라고 결론 내렸다. 이는 존슨을 탄핵할 전망의 종말을 일시적으로 의미하는 것처럼 보였다. 그리고 존슨을 탄핵하려는 재개된 노력의 종말을 의미했다.

### 탄핵 결의안의 특별위원회 승인

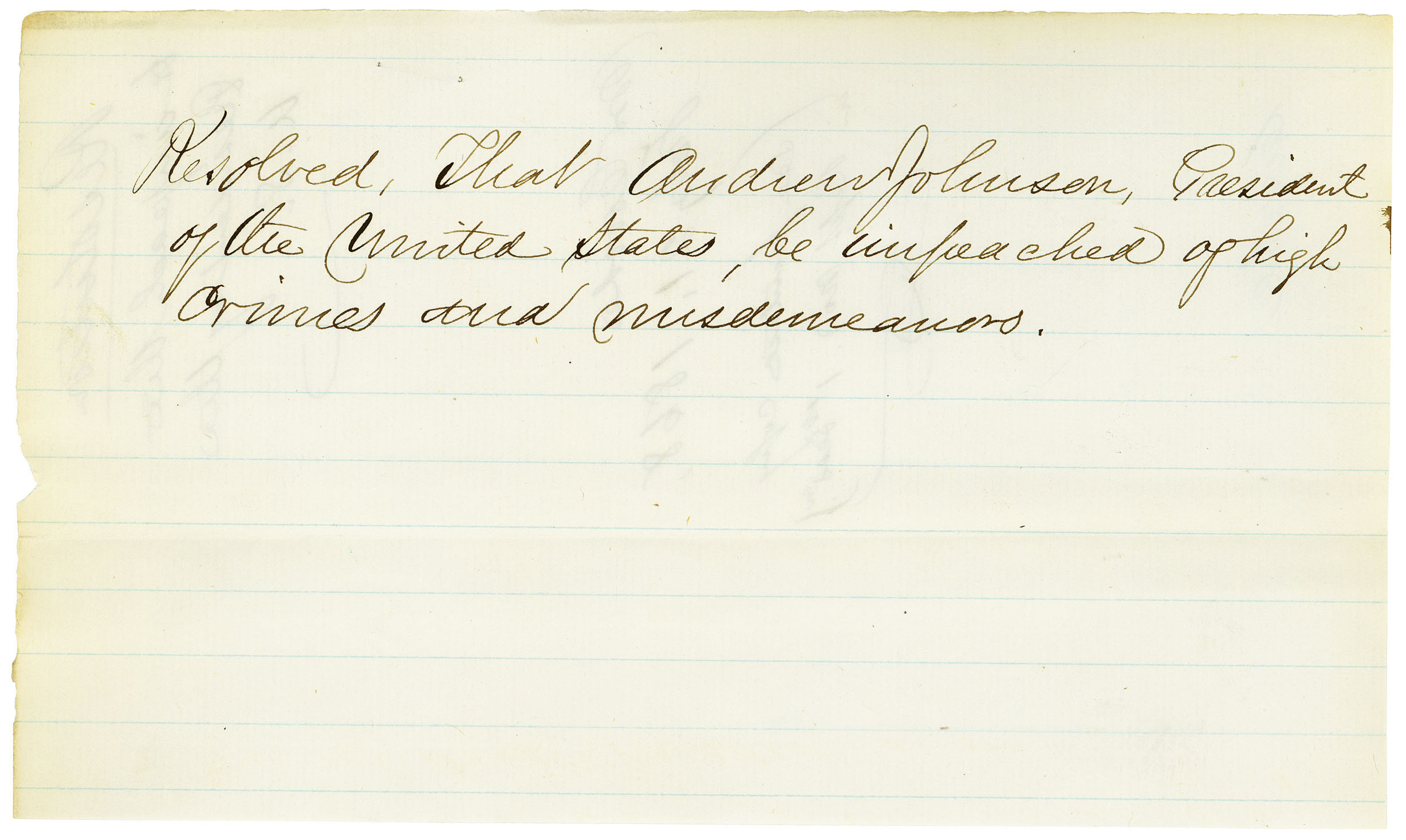
1868년 2월 21일 제출된 존 코보드의 한 문장 탄핵 결의안의 손글씨 원본

1868년 2월 21일, 존슨은 공직 임기법을 무시하고 에드윈 M. 스탠턴을 미국 전쟁부 장관에서 해임하고 로렌조 토마스를 임시 전쟁부 장관으로 임명하려 했다. 그날, 스티븐스는 이전(1867년) 사법위원회에서 진행된 탄핵 조사에서 수집된 증거를 하원 재건 특별위원회로 이관하고, 특별위원회가 "언제든지 보고할 수 있도록" 하는 결의안을 하원에 제출했고, 이는 하원에서 승인되었다. 또한 2월 21일, 존 코보드가 작성한 존슨 탄핵에 대한 한 문장 결의안이 하원에 제출되었다. 결의안은 "결의한다, 미국 대통령 앤드루 존슨은 고위 범죄와 경범죄로 탄핵되어야 한다."라고 되어 있었다. 조지 S. 바우트웰은 결의안을 하원 재건 특별위원회로 회부할 것을 제안했고, 그렇게 되었다.

코보드의 결의안의 수정된 버전은 재건 특별위원회에 의해 신속하게 작성되었다. 1868년 2월 22일 아침, 특별위원회는 당론에 따라 7대 2의 표결로 코보드의 탄핵 결의안의 약간 수정된 버전을 하원 전체에 회부하기로 투표했다. 수정된 탄핵 결의안은 다음과 같았다. 
"결의한다, 미국 대통령 앤드루 존슨은 직무 중 고위 범죄와 경범죄로 탄핵되어야 한다."

하원 전체가 결의안을 논의할 때의 발언은 특별위원회의 공화당 의원들이 탄핵을 지지한 것이 존슨이 전쟁부 장관 스탠턴을 해임하려 한 시도에 동기 부여를 받았음을 나타내며, 이는 그들이 공직 임기법 위반으로 간주한 것이었다.
| 찬성 | 0 | 7 | 7 |
| 반대 | 2 | 0 | 2 |

| 선거구          | 의원                   | 정당 | 정당   | 투표 |
| --------------- | ---------------------- | ---- | ------ | ---- |
| Michigan 1      | 페르난도 C. 비먼       |      | 공화당 | 찬성 |
| Kentucky 7      | 제임스 B. 벡           |      | 민주당 | 반대 |
| Ohio 16         | 존 빙햄                |      | 공화당 | 찬성 |
| Massachusetts 7 | 조지 S. 바우트웰       |      | 공화당 | 찬성 |
| New York 8      | 제임스 브룩스 (정치인) |      | 민주당 | 반대 |
| Illinois 2      | 존 F. 판즈워스         |      | 공화당 | 찬성 |
| Wisconsin 1     | 할버트 E. 페인         |      | 공화당 | 찬성 |
| New York 17     | 칼빈 T. 헐버드         |      | 공화당 | 찬성 |
| Pennsylvania 9  | 새디어스 스티븐스      |      | 공화당 | 찬성 |

#### 특별위원회 다수 보고서
존슨을 high crimes and misdemeanors로 탄핵하는 것을 지지하는 다수 보고서가 작성되었고, 특별위원회의 모든 공화당 의원들이 서명했다. 반대하는 민주당 의원들은 소수 의견을 작성하지 않았는데, 제임스 브룩스는 작성할 시간이 충분하지 않았다고 주장했다.
- 위원회에 회부된 서류 외에도, 위원회는 대통령이 1868년 2월 21일 로렌조 토마스를 임시 전쟁부 장관으로 지시하고 승인하는 임명서 또는 권한 서한을 서명하고 발행했으며, 이는 다음 사본과 같다:____________행정 저택워싱턴, 1868년 2월 21일.각하: 에드윈 M. 스탠턴 의원께서 오늘 전쟁부 장관 직위에서 해임되었으므로, 귀하는 이로써 임시 전쟁부 장관으로 활동하고 즉시 해당 직무를 수행할 권한을 부여받습니다. 스탠턴 의원은 귀하에게 현재 그의 custody와 charge에 있는 모든 기록, 장부, 서류 및 기타 공공 재산을 이전하도록 지시받았습니다.

경의를 표하며,

앤드루 존슨

육군 소장 로렌조 토마스 준장에게

미국 육군 부관장, 워싱턴 D.C.

에드윈 M. 스탠턴 의원에게 정식으로 제공된 사본

L. 토마스,

임시 전쟁부 장관
____________
위원회에서 수집한 증거는 이로써 제시되며, 하원으로부터 부여받은 권한에 따라 위원회는 미국 대통령 앤드루 존슨이 고위 범죄와 경범죄로 탄핵되어야 한다고 판단한다. 따라서 위원회는 동봉된 결의안의 채택을 하원에 권고한다.

결의한다, 미국 대통령 앤드루 존슨은 직무 중 고위 범죄와 경범죄로 탄핵되어야 한다.

## 이후 탄핵과 재판
2월 22일 오후 3시, 스티븐스는 하원 재건 특별위원회로부터 다수 보고서와 함께 탄핵 결의안을 제출했다. 탄핵 결의안은 스탠턴 해임 3일 후인 1868년 2월 24일 표결에 부쳐졌다. 하원은 대통령을 고위 범죄와 경범죄로 탄핵하는 결의안에 대해 126대 47(17명은 미투표)로 찬성하여, 미국 대통령이 처음으로 탄핵된 사례가 되었다. 2월 25일, 하원은 (105대 36으로) 조지 바우트웰의 결의안을 통과시켰는데, 이는 탄핵 관리자 심의 및 탄핵 조항 통과를 포함한 절차에 앞서 하원 재건 특별위원회가 하원 회기 중에도 회의를 개최할 수 있도록 승인하는 것이었다. 존슨은 상원 재판에서 유죄 판결에 찬성 35표, 무죄 판결에 찬성 19표로 간신히 무죄를 선고받았는데, 이는 유죄 판결에 필요한 3분의 2 다수결에 한 표 모자란 것이었다.

## 같이 보기
- 앤드루 존슨 탄핵 연표